# Théorie des bottes
La théorie Sam Vimaire "Boots" de l'injustice socio-économique, souvent appelée simplement la théorie des bottes, est une théorie économique popularisée pour la première fois par l'écrivain fantastique anglais Terry Pratchett dans son roman Discworld de 1993 Men at Arms. Dans le roman, Sam Vimaire, le capitaine du guet d'Ankh-Morpork, explique que la pauvreté entraîne des dépenses plus importantes pour les pauvres que pour les plus riches. Depuis sa publication, la théorie a reçu une attention plus large, en particulier en ce qui concerne l'effet de l'augmentation des prix des nécessités quotidiennes.

## Origine
Dans la série de romans du Disque-Monde, Sam Vimaire est le capitaine bourru mais incorruptible de la Garde Municipale de la cité-état médiévale d'Ankh-Morpork. La théorie des bottes vient d'un passage du roman Le Guet des Orfèvres de 1993, le deuxième roman à se concentrer sur le guet, dans lequel il réfléchit à ses expériences de la pauvreté par rapport à la conception de la pauvreté de sa fiancée Dame Sybil Ramkin :
Les riches étaient riches, concluait Vimaire, parce qu'ils parvenaient à dépenser moins d'argent.
Tenez, les bottes, par exemple. Il gagnait  trente-huit piastres par mois plus les indemnités. Une très bonne paire de bottes en cuir coûtait cinquante piastres. Mais une paire abordable, du genre à tenir une saison ou deux avant de prendre autant l'eau qu'une éponge dès que le carton rendait l'âme, en coûtait à peu près dix. [...] Mais ce qu'il faut dire, c'est que de bonnes bottes duraient des années et des années.
L'acheteur en mesure de débourser cinquante piastres pour une paire de bottes gardait ses pieds au sec au moins dix ans, alors que le miséreux qui ne pouvait s'offrir que des bottes bon marché dépensait cent piastres dans le même laps de temps et se retrouvait quand même les pieds mouillés.

C'était la théorie "bottière" de l'injustice socio-économique du capitaine Samuel Vimaire.
La théorie a des antécédents; dans le roman de 1914 de Robert Tressell, The Ragged-Trousered Philanthropists, le protagoniste Frank Owen fait directement référence aux vêtements et aux bottes comme à des produits de première nécessité dont le coût total au fil du temps est plus élevé pour les classes ouvrières, car "[elles] peuvent rarement ou jamais se permettre d'acheter de bonnes choses" et doivent donc "acheter de la camelote bon marché, qui est chère à tout prix". De même, dans une chronique de 1954 pour The Observer, l'humoriste Paul Jennings a fait des commentaires similaires sur les bottes, et l'adage "achetez bon marché, achetez deux fois" s'est maintenu comme un adage du nord de l'Angleterre. On a donc émis l'hypothèse que Pratchett s'est inspiré de ces antécédents.
Depuis la publication du Guet des Orfèvres, d'autres ont également fait référence à la théorie. En 2013, un article de ConsumerAffairs faisait référence à la théorie de l'achat d'articles à crédit, notamment concernant les bottes pour enfants du détaillant Fingerhut ; une paire de bottes à 25 $, aux taux d'intérêt offerts, coûterait 37 $ si elle était achetée sur sept mois. En 2016, le blog de gauche Dorset Eye a également publié un article sur la théorie, donnant la précarité énergétique au Royaume-Uni comme exemple de son application, citant un rapport de 2014 de l'Office for National Statistics (ONS) selon lequel ceux qui ont prépayé pour d'électricité — qui étaient les plus susceptibles d'être en situation de précarité énergétique — payaient 8 % de plus sur leurs factures d'électricité que ceux qui payaient par prélèvement automatique.

## Indice des bottes de Vimaire
Dans un article d'opinion publié en janvier 2022 dans le Guardian, Jack Monroe, qui milite contre la pauvreté et journaliste avec une spécialisation dans l'alimentation, a annoncé son propre indice des prix, l'Indice Vimes Boots (VBI), pour suivre les prix moyens des aliments les moins chers, par opposition à l'Indice des Prix à la Consommation (IPC) et à l'Indice des Prix de Détail (IPD) officiels de l'ONS, qui sont des indices des prix suivant les dépenses moyennes des ménages et qui ne sont pas ajustés en fonction du revenu. S'exprimant dans le contexte d'un taux d'inflation officiel atteignant 5,4 pour cent, Monroe a affirmé que l'IPC ne reflétait pas correctement les priorités du consommateur moyen ; Monroe a notamment cité des articles du "panier" de 700 articles de l'ONS - y compris des gigots d'agneau, des téléviseurs et du champagne - dont les augmentations de prix plus faibles ont, selon Monroe, pour effet de faire baisser le coût effectif de l'inflation. Monroe a également cité le retrait de nombreux articles de marque de valeur des supermarchés - par exemple, un paquet de dix cubes de bouillon de Sainsbury's passant de 10p en 2012 à 39p (pour le bœuf et le poulet) ou £1 (pour les légumes) en 2022 - comme contribuant à l'augmentation de la pauvreté alimentaire. La succession de Pratchett, décédé en 2015, a apporté son soutien total à la campagne de Monroe, citant Pratchett pour dire : "Parfois, il vaut mieux allumer un lance-flammes que de maudire les ténèbres".
Peu après l'annonce de Monroe, l'ONS a déclaré qu'il allait passer à des taux d'inflation personnalisés qui tiennent compte du revenu des gens. Le responsable des statistiques d'inflation de l'ONS, Mike Hardie, a écrit dans un billet de blog sur le site Web du ministère que "le taux d'inflation annuel moyen peut cacher beaucoup de choses", et a reconnu que certains articles analysés dans son panier - comme les boissons aux fruits et la margarine - avaient connu des augmentations de prix annuelles de plus de 30 %, et dans certains cas, de plus de 100 %. Monroe espère que la première édition de l'IBV sera publiée mi-février 2022.
Un article explorant l'application de l'IBV à divers supermarchés au Royaume-Uni a noté qu'il s'appliquait de manière variable selon les chaînes mais qu'il tenait bon dans l'ensemble, notant que "l'ONS collecte des données sur l'inflation par le biais de visites en magasin, en suivant les prix par rapport à une liste fixe de produits. Si l'un des articles est retiré de la liste, ils trouvent un remplacement de qualité similaire. Cependant, si un article de valeur disparaît complètement, l'ONS dit que cela 'casse la chaîne des prix' et qu'il ne sera plus inclus dans la statistique. Par conséquent, dans des cas comme le riz le moins cher d'Asda ou les pommes "bancales" de Morrisons, bien que les acheteurs soient soudainement obligés de payer plus, cela ne se reflète pas dans le chiffre de l'inflation."
Asda, dont les prix que Monroe a cités dans son tweet comme exemple d'inflation, a "pris en compte" les inquiétudes soulevées par VBI, et a déclaré qu'ils prenaient des mesures pour offrir plus d'articles économiques dans tous les magasins. Le PDG de Tesco, John Allan, a déclaré : "Je pense que la combinaison de l'augmentation des prix de l'énergie, de l'impact des augmentations de l'assurance nationale [en avril] sur les revenus des gens et, dans une bien moindre mesure, de l'augmentation des prix des produits alimentaires, va presser encore plus fort les plus démunis." Il n'a pas fait de commentaires sur l'état de l'industrie, mais a déclaré que le taux d'inflation alimentaire de Tesco avait été maintenu à un pour cent au cours des trois derniers mois.